# Edwin Arlington Robinson

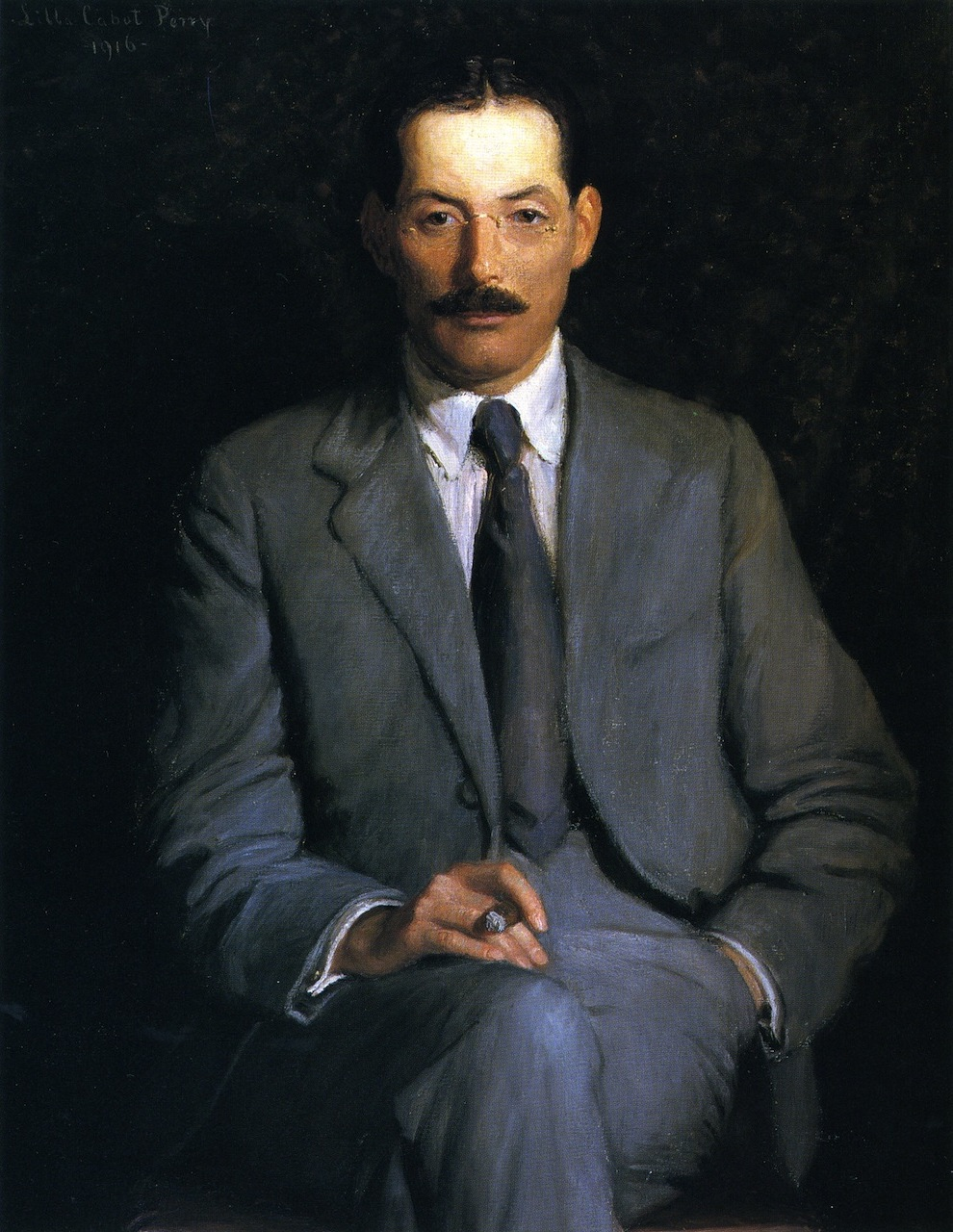
Edward Arlington Robinson, von Lilla Carbot Perry

Edwin Arlington Robinson (* 22. Dezember 1869 in Alna, Lincoln County, Maine; † 6. April 1935 in New York City) war ein US-amerikanischer Lyriker.
Edwin Robinson war der Sohn eines wohlhabenden Kaufmanns und begann früh zu dichten. Er studierte an der Harvard University und begann einige Gedichte in lokalen Zeitungen zu veröffentlichen. Da er keinen Verleger fand, publizierte er 1896 seinen ersten Gedichtband The Torrent and The Night Before auf eigene Kosten. Der Band fand zwar positive Kritiken, die beiden Folgebände (einer bei dem Verlag Houghton Mifflin) aber nicht und Robinson schlug sich in New York und an der Ostküste mit verschiedenen Jobs durch, wobei er auch dem Alkoholismus zu verfallen drohte. Die Wende kam, als sein zweiter Gedichtband The Children of the Night Theodore Roosevelt in die Hände geriet (insbesondere das Gedicht Luke Havergal), dem es gefiel und der den Verlag Scribner’s überzeugte, das Buch neu herauszugeben. Außerdem verschaffte er Robinson einen Posten beim New Yorker Zoll, wo er bis 1909 angestellt war.
In seinen Gedichten hielt er sich an traditionelle Formen und experimentierte nicht mit freien Formen wie viele seiner Zeitgenossen. Seine Themen waren häufig düster und handelten von Scheitern, unzufriedenem Leben, Materialismus, künstlerischer Suche und die Notwendigkeit des Wandels und sind geprägt von der Atmosphäre kleiner, noch vom Puritanismus geprägter Städte in Neuengland (wie in seinem Tilbury-Town-Zyklus, eine Kleinstadt, zuerst erwähnt in seinem Gedicht John Evereldown aus The Torrent and The Night Before und dann in einer Reihe weiterer Gedicht wie Captain Craig in dem gleichnamigen Gedichtband und Flammonde in seinem Gedichtband The Man against the sky).
1922 erhielt er für seine Gesammelten Gedichte den ersten Pulitzer-Preis für Dichtung und danach noch zwei weitere Male den Pulitzer-Preis (1925 für The Man Who Died Twice um einen Straßenmusiker dessen einziger musikalischer Geniestreich nach einer ausschweifenden Nacht verlorengeht und 1928 für Tristram, das wie auch andere seiner Gedichte auf dem Artus-Sagenkreis beruht). 1908 wurde Robinson in die American Academy of Arts and Letters und 1927 in die American Academy of Arts and Sciences gewählt.
Der dichterische Erfolg machte ihn unabhängig. 1935 erkrankte er an Krebs. Noch auf dem Krankenbett arbeitete er an seinem letzten Gedichtband King Jasper.
Er liegt im Familiengrab im Oak Grove Cemetery in Gardiner begraben, wo er auch aufwuchs.